# Colchester

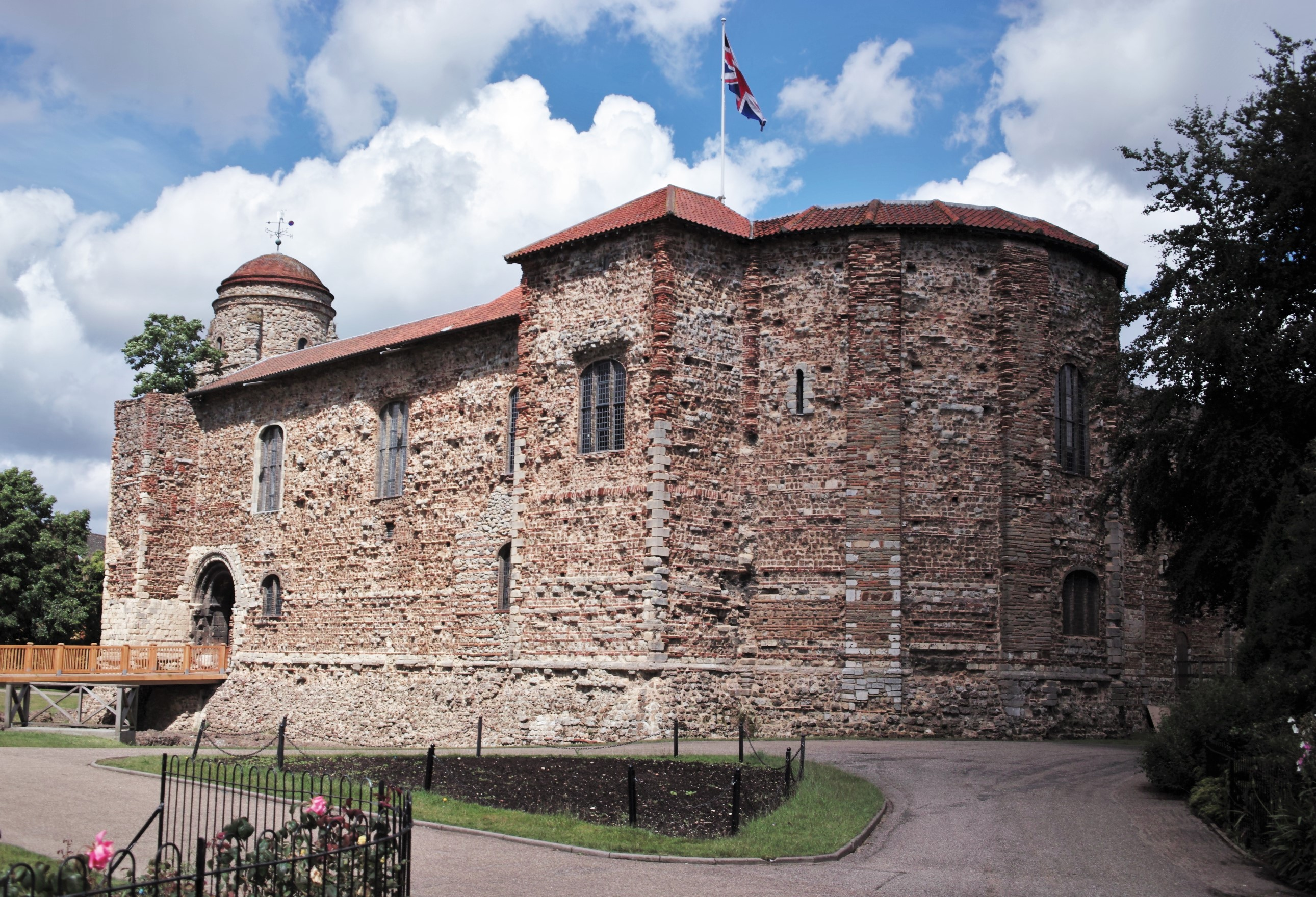
Il castello di Colchester

Colchester (IPA /ˈkəʊltʃɪstə(r)/) è una città del Regno Unito nella contea inglese di Essex a est della Grande Londra.
Sorge sul fiume Colne e contava una popolazione di 121859 abitanti al censimento del 2011.
Colchester ospita un famoso castello (uno dei più antichi del Regno Unito), il Colchester United Football Club, e l'Università dell'Essex, dove vengono anche organizzati campi-scuola estivi. 
Il demonimo corretto, in lingua inglese, è Colcestrian.

## Etimologia
Si ritiene che il nome Colchester derivi dall'unione di due parole latine, la parola Colonia, una tipologia di insediamenti urbani fondati dai Romani i cui i cittadini godevano degli stessi diritti dei cittadini di Roma (una colonia romana venne infatti fondata nelle vicinanze di Colchester), e la parola Castra, la quale indica una fortificazione o un accampamento militare.
Le prime forme del nome Colchester sono, nel X secolo, Colenceaster e Colneceastre, mentre la moderna scrittura Colchester è attestata a partire dal XV secolo. Inoltre, secondo questa interpretazione, il fiume Colne, che attraversa la città, prende anch'esso il proprio nome dalla parola Colonia.
Ciononostante, alcuni etimologisti credono che il nome del fiume Colne sia di derivazione celtica, e quindi preromana, condividendo così la propria origine con diversi altri fiumi di nome Colne o Clun in Gran Bretagna.

## Storia

### Preistoria
La collina di ghiaia sulla quale si trova Colchester si formò nel Medio Pleistocene e venne modellata in un terrazzamento durante la glaciazione di Ipswich da parte di un antico antenato del fiume Colne. In questi depositi sottostanti la città sono stati ritrovati utensili in selce del Paleolitico, tra cui almeno sei asce a mano acheuleane. Sono inoltre stati ritrovati alcuni strumenti in selce di epoca successiva fabbricati da gruppi di cacciatori-raccoglitori che vivevano nella valle del Colne, tra cui un'ascia proveniente da Middlewick. Negli anni Ottanta un inventario archeologico dei reperti trovati nelle vicinanze di Colchester includeva oltre 800 schegge di ceramica dal Neolitico, dall'età del bronzo e dalla prima Età del ferro e molti esempi di selce lavorata. Tra questi figurava una fossa scoperta in Culver Street contenente un vaso scanalato con funzioni rituali del Neolitico, così come urne a secchio della cultura Deverel-Rimbury ritrovate in altri scavi. Colchester di per sé è circondata da monumenti del Neolitico e dell'età del bronzo più antichi della città, tra cui un complesso megalitico a Tendring, alcuni estesi cimiteri a tumulo a Dedham ed a Langham, ed uno ancora più imponente a Brightlingsea costituito da un insieme di 22 tumuli.

### Le origini celtiche
Si ritiene che Colchester sia la più antica città di cui si abbia menzione in Gran Bretagna, sulla base del riferimento ad essa fatto da Plinio il Vecchio, sebbene il nome celtico della città, Camulodunon, appaia su monete coniate tra il 20 a.C. e il 10 a.C. dal capo celtico Tasciovano. Prima della conquista romana della Britannia Colchester era già un centro di potere per Cunobelino (conosciuto da Shakespeare con il nome di Cymbeline), re dei Catuvellauni, il quale vi stabilì la propria zecca. Ed è proprio sulle monete fatte coniare da Cunobelino che appare il nome celtico Camulodunon, a seconda dei casi riportato come CA, CAM, CAMV, CAMVL o CAMVLODVNO, il cui significato è "la fortezza del [dio della guerra] Camulos". Verso il 30 a.C. la città di Camulodunon controllava una vasta area dell'Inghilterra meridionale e orientale, tant'è che Cunobelino veniva chiamato "re dei Bretoni" dagli autori romani contemporanei. Camulodunon è inoltre annoverata fra i possibili siti in Gran Bretagna che possono aver ispirato la descrizione della leggendaria Camelot del mitico re Artù.

### Colchester romana
Colchester fu il primo importante insediamento romano in territorio britannico, dopo la conquista a opera dell'imperatore Claudio, il quale proprio a Colchester ricevette, nel 43 d.C., un'accoglienza trionfale. Un forte legionario romano, il primo in Gran Bretagna, venne quindi installato a Colchester sempre nel 43 d.C., poco dopo la conquista dell'isola. Successivamente, quando la frontiera romana superò l'area e la XX legione si fu spostata verso ovest (49 d.C. circa), Camulodunum, latinizzazione del toponimo celtico Camulodunon, divenne una colonia romana, ufficialmente nominata, secondo un'iscrizione del II secolo, Colonia Victricensis. In questo periodo la città possedeva uno sfarzoso tempio dedicato al Divo Claudio, il più grande tempio in stile classico in tutta la Britannia, così come almeno altri templi romano-britannici. Colchester ospitava anche due dei cinque teatri romani rinvenuti in Gran Bretagna, uno dei quali, situato a Gosbecks (sito dell'abitazione di un capo tribù dell'età del ferro) era il più grande in Inghilterra, in quanto capace di ospitare fino a 5 000 spettatori. 
Camulodunum divenne quindi la capitale della provincia romana della Britannia. Tuttavia, secondo lo storico latino Tacito, Budicca, regina della tribù britannica degli Iceni, umiliata dai Romani e per questo desiderosa di vendicarsi, animò una rivolta contro di loro: nel 61 d.C. attaccò dunque la fortezza di Camulodunum, radendola al suolo. La città fu quindi sostituita, nella sua funzione di capitale della Britannia, dalla non distante Londinium, l'odierna città di Londra. I Romani ricostruirono la città tra il 65 d.C. e il 68 d.C., la circondarono con robuste mura per una lunghezza di circa 2 800 metri e vi eressero un tempio dedicato al divo Claudio. Nel 2004 gli archeologi hanno riportato alla luce i resti, unici nel loro genere in Gran Bretagna, del circo romano, situati al di sotto l'odierna guarnigione di Colchester. La Colchester romana raggiunse il proprio massimo splendore tra il II e il III secolo d.C.

### Colchester sassone
Ci sono le evidenze di una frettolosa riorganizzazione delle difese di Colchester tra il 268 e il 282 d.C., seguite successivamente, nel IV secolo, dal riempimento di Balkerne Gate. John Morris (1913 – giugno 1977), storico britannico specializzato nello studio delle istituzioni dell'Impero Romano e nella storia della Gran Bretagna post-romana, ha suggerito nella sua opera "The Age of Arthur" (1973) che siccome i discendenti dei britanni romanizzati guardavano al passato con nostalgia per la trascorsa prosperità, è probabile che il nome "Camelot" presente nel ciclo arturiano fosse un riferimento a Camulodunum, capitale della Britannia al tempo dei Romani.
L'archeologo Sir Mortimer Wheeler è stato il primo a supporre che la mancanza di ritrovamenti anglosassoni in un triangolo tra Londra, Colchester e Saint Albans potrebbe indicare un'area "post-romana", dove il dominio britannico continuò dopo l'arrivo degli Anglosassoni. Da allora scavi archeologici hanno rivelato una qualche iniziale forma di occupazione sassone. Tra le prove si adducono un'abitazione in legno del V secolo costruita sulle rovine di una domus romana nell'odierna Lion Walk, nonché il fatto che gli edifici pubblici vennero abbandonati: anzi, è addirittura in dubbio se Colchester sia sopravvissuta come insediamento urbano dopo il VI secolo.

## Amministrazione

### Gemellaggi
Colchester è gemellata con:
- Wetzlar, dal 1969;
- Avignone, dal 1972;[15]
- Imola, dal 1997.